# Epibryon interlamellare
Epibryon interlamellare är en svampart som beskrevs av Döbbeler 1978. Epibryon interlamellare ingår i släktet Epibryon och familjen Pseudoperisporiaceae.  Arten är reproducerande i Sverige. Inga underarter finns listade i Catalogue of Life.